# Skarbiciesz
Skarbiciesz – wieś w Polsce położona w województwie lubelskim, w powiecie lubartowskim, w gminie Jeziorzany.
Wierni Kościoła rzymskokatolickiego należą do parafii Narodzenia św. Jana Chrzciciela w Poizdowie.
Miejscowość położona w malowniczej pradolinie rzeki Wieprz. Prawdziwymi skarbami Skarbiciesza są jeziora bogate w ryby, czyste powietrze, spokojna okolica oraz mnogość zacisznych miejsc.
W latach 1975–1998 miejscowość administracyjnie należała do ówczesnego województwa lubelskiego.
Wieś stanowi sołectwo gminy Jeziorzany.  Według Narodowego Spisu Powszechnego (III 2011 r.) wieś liczyła 77 mieszkańców.

## Historia
Skarbicierz, w 1569 „Skarbierzysz”, w XVII w. „Skarbiciesz” w wieku XIX wieś włościańska, w powiecie łukowskim ówczesnej gminie Białobrzegi, parafii Kock, około roku 1889 wieś posiadała 13 domów, 119 mieszkańców z 327 morgami ziemi.
Wieś szlachecka Skarbierzysz położona była w drugiej połowie XVI wieku w ziemi stężyckiej. Według registru poborowego powiatu stężyckiego z roku 1569 wieś Skarbierzysz leżała w parafii Koczko (dziś Kock) (Pawiński, Małop., 333). Wieś wchodziła  w skład klucza kockiego księżnej Anny Jabłonowskiej. 